# إدغار فالتر

شعار محرك بحث قوقل يحتفي بمناسبة الذكرى 84 للكاتب والرسام الاستوني "إدغار فالتر" تاريخ 21 شتنبر 2015

هو الكاتب الإستوني والرسام الذي عرف من خلال تخصصه في أدب وكتب الأطفال والناشئة، أنجز أكثر من 250 كتابا، خلال 55 عاما من النشاط الفني (1950-2005).
في عام 1991، منح إدغار فالتر جائزة «ماتس ميي» (Meie Mats) تقديرا لمشواره الفني الطويل في أدب الأطفال وفي سبيل الناشئة.